# Hermann Mögling

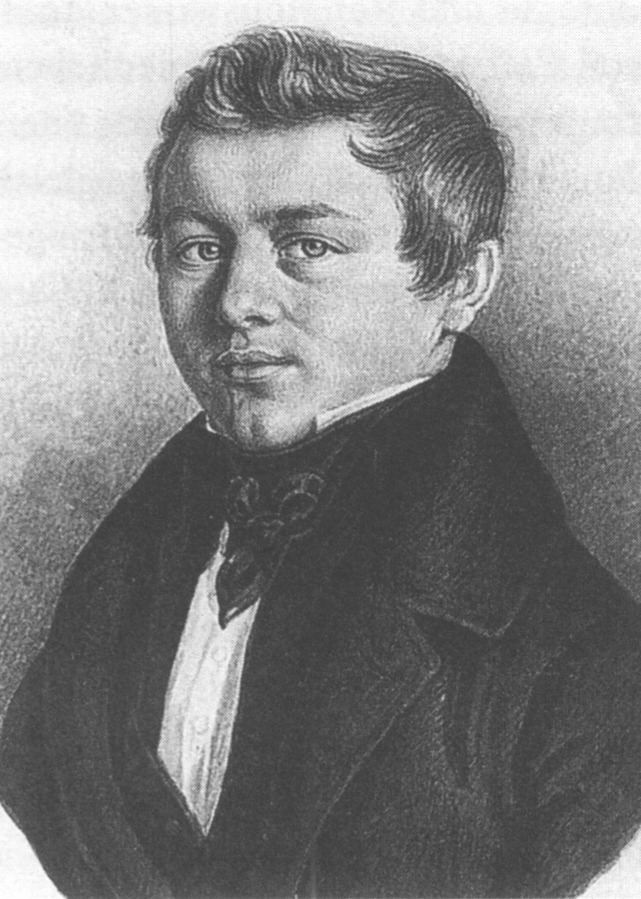
Hermann Mögling (1836)

Hermann Friedrich Mögling (* 29. Mai 1811 in Brackenheim; † 10. Mai 1881 in Esslingen) war ein deutscher Missionar in Indien.

## Leben und Wirken
Hermann Mögling war das erste Kind des Lehrers und späteren Pfarrers Wilhelm Ludwig Friedrich Mögling (1788–1854). Nach dem Schulbesuch (unter anderem im Seminar Blaubeuren) trat er im Herbst 1829 in das Evangelische Stift in Tübingen ein und studierte an der Eberhard Karls Universität Tübingen Theologie. Im April 1835 trat er mit dem Wunsch, Missionar zu werden, in das Missionshaus der Basler Mission ein. Ein Jahr später (1836) entsandte ihn die Basler Mission in das in Südindien gelegene Mangalore (heute Mangaluru/Bundesstaat Karnataka). Hier wirkte er bis 1861 und arbeitete sich rasch in die dortige Sprache Kannada (Kanaresisch) ein.
Mögling trat neben seinen missionarischen und pädagogischen Aktivitäten mit zahlreichen sprachwissenschaftlichen Arbeiten und Übersetzungen hervor. Besonders bedeutsam ist die sechsteilige Bibliotheca Carnatica, eine Sammlung klassischer Texte, die er in den Jahren 1848 bis 1851 zusammenstellte und veröffentlichte. Eine enge Freundschaft und Zusammenarbeit verband ihn dort mit dem Missionar Gottfried Weigle, der 1855 in Mangalore starb.
Nach seiner Rückkehr nach Europa versah Mögling von 1861/1862 bis 1869 die Pfarrstelle in Untergruppenbach bei Heilbronn. Krankheitsbedingt ging er 1869 in den Ruhestand und lebte bis zu seinem Tod in Esslingen am Neckar.
Sein Bruder war der Unternehmer, Politiker und Revolutionär Theodor Mögling. 

## Schriften
- Bibliotheca Carnatica. 7 Bände, Mangalore 1848–1852 (online).
- Lieder Kanareischer Sänger: I. Proben von Purandara Dâsa und Kanaka Dâsa. In: Zeitschrift der Deutschen Morgenländischen Gesellschaft, Band 14. 1860. S. 502–516 (Digitalisat).
- zusammen mit Theodor Weitbrecht: Das Kurgland und die evangelische Mission in Kurg. Verlag des Missionshauses, Basel 1866.
- zusammen mit Hermann Gundert: Samuel Hebich. Ein Beitrag zur Geschichte der indischen Mission. Missions-Comptoir, Basel 1872.